# Російський інститут історії мистецтв

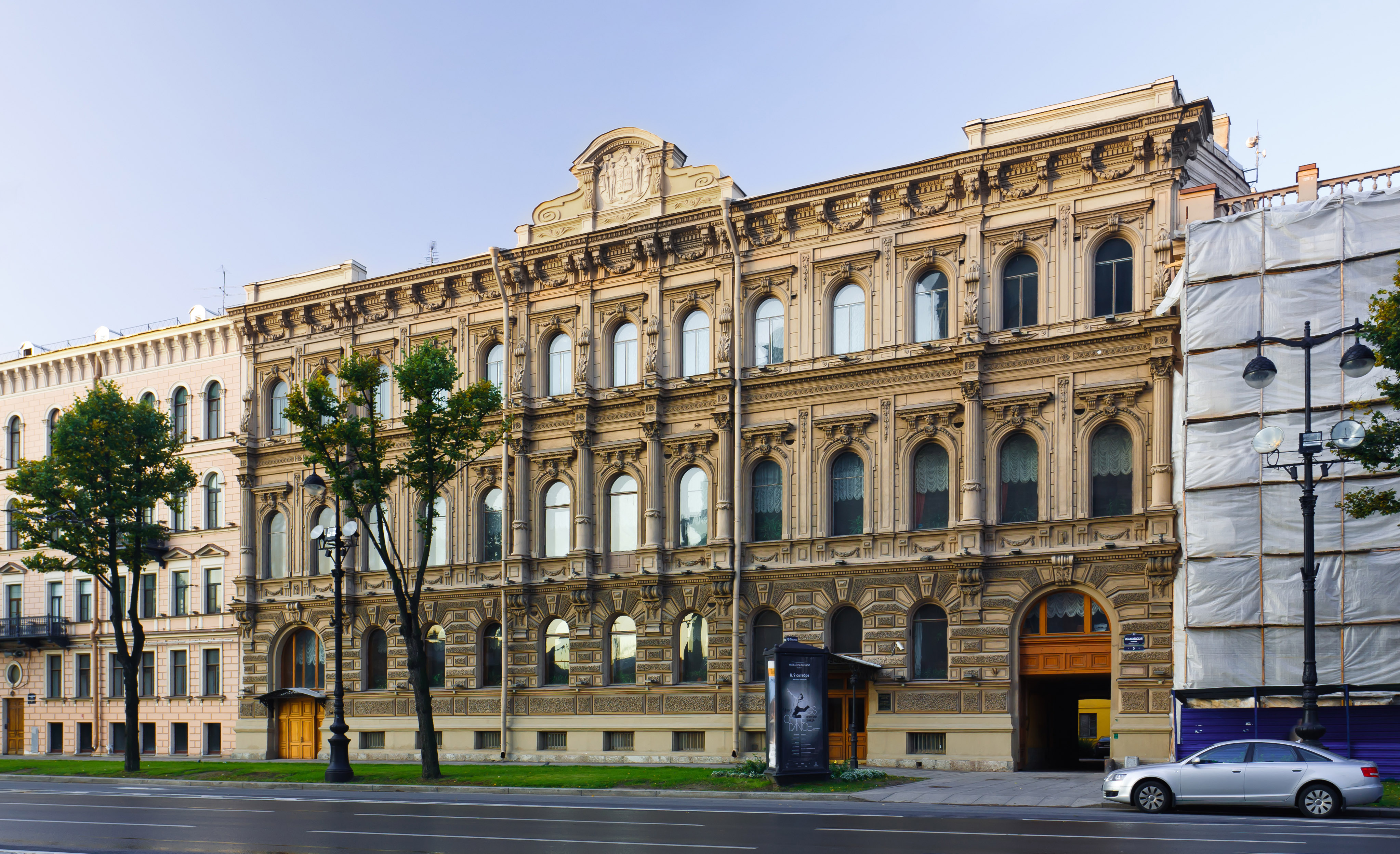
Санкт-Петербург. Російський інститут історії мистецтв, колишній палац графа Зубова В.П., засновника інституту.

Російський інститу́т істо́рії мисте́цтв (рос. Российский институт истории искусств (РИИИ РАН)) — російський науково-дослідний заклад Російської Академії наук, що займається вивченням історії мистецтва.

## Історія створення
Інститут заснований у 1912 році.
Ініціатором створення подібного закладу в тодішній столиці Російської імперії став аристократ, граф Зубов Валентин Платонович. Подібний заклад був тоді у місті Флоренція (Італія), що уславився як центр мистецтв та центр їх дослідження. Саме у Флоренції працював один з перших європейських мистецтвознавців — Джорджо Вазарі. Російська імперія і її уряд не піклувались ні про створення подібного інституту, ні про відповідне для нього приміщення. За недагекоглядну державу це виконав граф Зубов В.П.,котрий і заснував інститут, і віддав безкоштовно під його розташування низку приміщень власного палацу. Зубов казав, що служити державі можна і — служінням мистецтву.
Граф Зубов передав новоствореному мистецтознавчому закладу також   безкоштовно власну бібліотеку у 6000 томів .
Зубов В. П. був давнім прихильником мистецтв, закоханим у музику та образотворче мистецтво. Серед знайомих Зубова — барон Врангель Микола Миколайович (1880—1915), відомий російський мистецтвознавець зламу 19-20 ст., секретар Товариства захисту і збереження в Росії пам'ятнок мистецтва та старовини.
Сам Зубов був першим директором Великого Гатчинського палацу ( в його ведення передали також і Павловський палац ), що сприяло збереженню і охороні вартісних пам'яток мистецтва в буремні 1917-1918 рр. Зубов і його охоронна діяльність  мали діяльну підтримку і з боку Анатолія Луначарського, першого наркома просвіти в більшовицькому уряді.

## Будівля інституту
Новий науковий заклад не мав власної будівлі і Зубов розмістив його у власному палацовому приміщенні навпроти Ісаакіївського собору.
Палац побудовано у  1843 — 1847 рр. в стилі еклектики. Автор проекту — архітектор Гаральд Юліус Боссе.
Заклопотаний подальшою долею наукового закладу, аристократ Зубов В. П. передав будинок та інститут новій владі після 1917 року. Але сам емігрував з країни, не прийнявши нову дійсність після більшовицького перевороту після 1917 року. Так заклад став державним.
Серед відомих наковців і співробітників институту -
- Тинянов Юрій Миколайович, письменник і літературознавець
- Асаф'єв Борис Володимирович, композитор і музикознавець
- Ейхенбаум Борис Михайлович, літературознавець
- Жирмунський Віктор Максимович, доктор филологічних наук
- Преображенський Антонін Вікторович, професор і музикознавець.

На честь засновника інституту відбуваються «Зубовські читання».

## Галерея

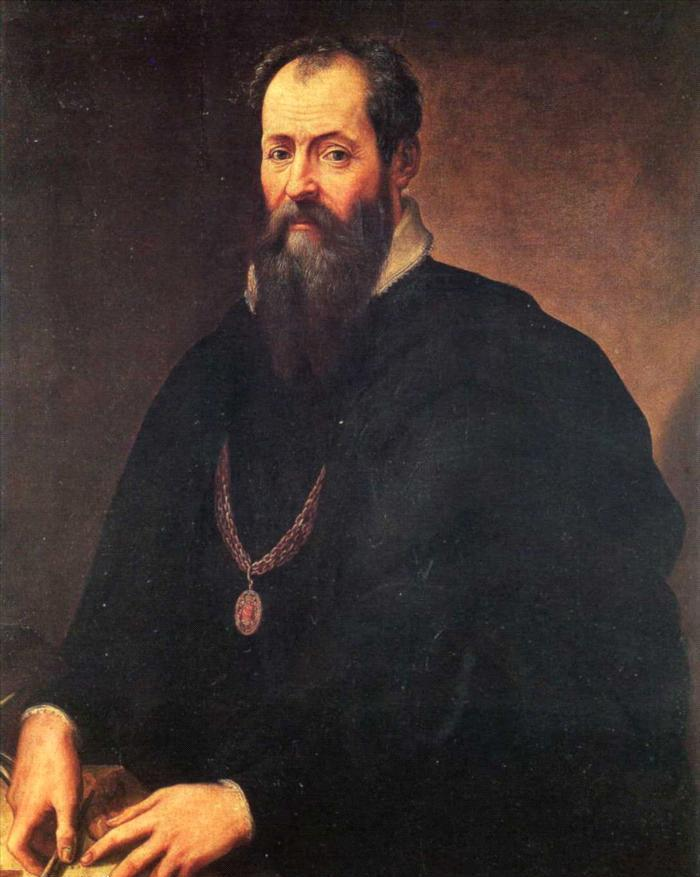
Джорджо Вазарі, автопортрет
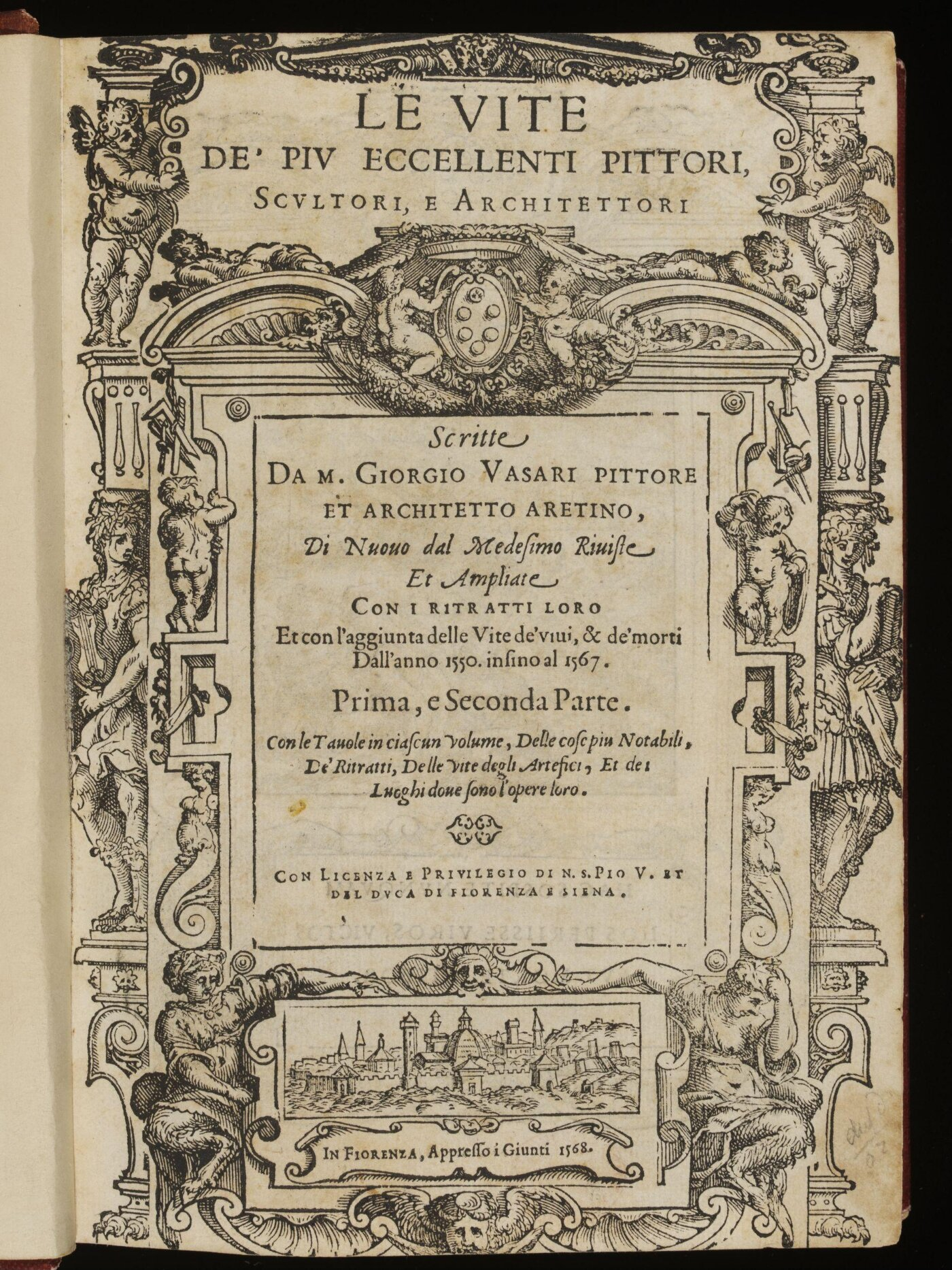
Перше видання «Життєписів найвідоміших художників, скульпторів і архітекторів» Вазарі.
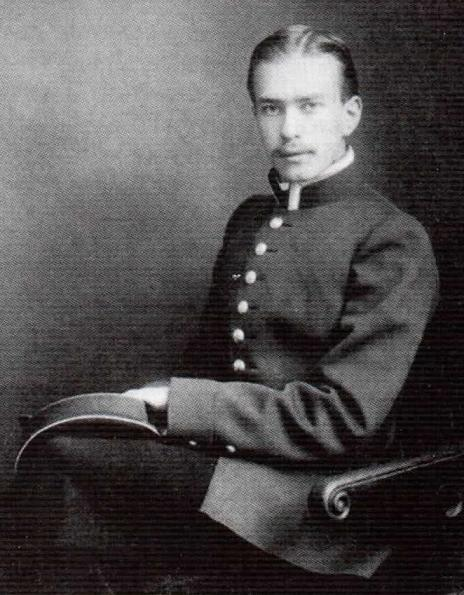
Зубов Валентин Платонович  (1884-1969) в молоді роки, фото 1905 р.
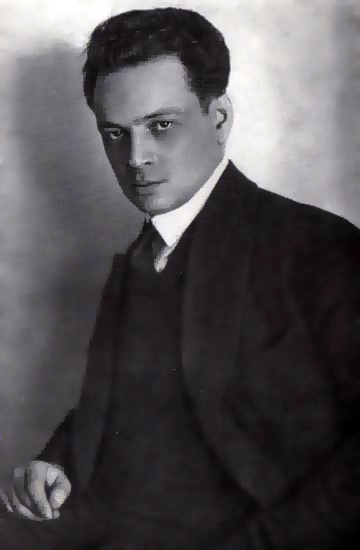
Тинянов Юрій Миколайович (1894-1943)